# Leonard Maltin

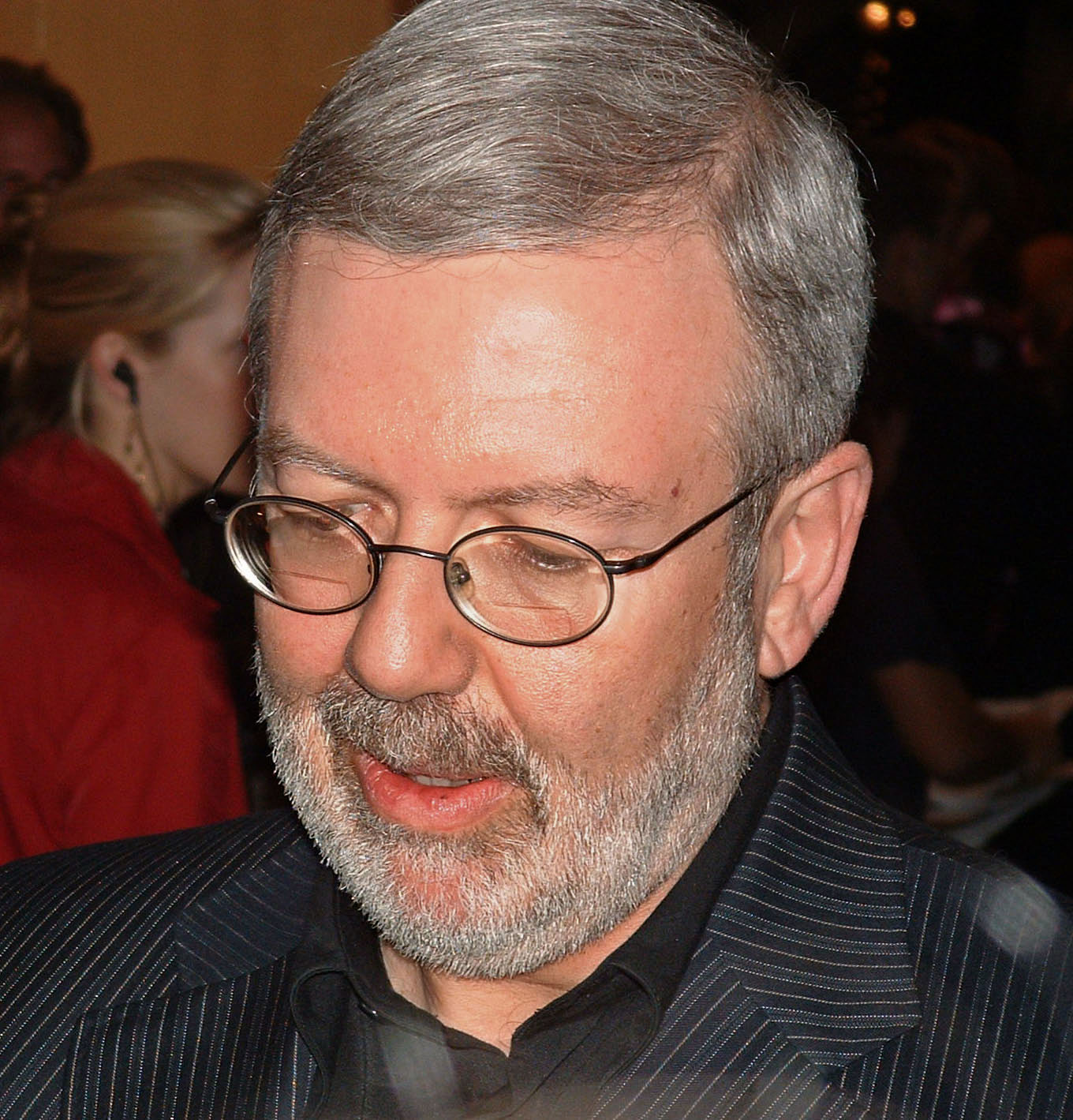
Leonard Maltin in 2005

Leonard Maltin (New York, 18 december 1950) is een bekend en invloedrijk Amerikaans filmcriticus.

## Levensloop
Martin is de zoon van Jacqueline Gould, een zangeres, en Aaron Isaac Maltin, een advocaat.
Maltin begon zijn carrière als schrijver op zijn 15e in Film Fan Monthly. Na zijn studie journalistiek aan de New York University publiceert hij artikelen in verschillende nationale filmbladen, kranten etc., waaronder Variety en TV Guide.
Als schrijver is Maltin het bekendst door Leonard Maltin's Movie and Video Guide, een encyclopedie van synopsissen en kritieken die sinds 1969 jaarlijks wordt bijgewerkt. Sinds de jaren tachtig werkt hij ook mee aan verschillende televisieshows.
Sinds 29 mei 1982 is Maltin een vaste filmcriticus voor de televisieserie Entertainment Tonight. Hij trad ook op voor het Starz-kabelnetwerk, en had zijn eigen radioshow.
In 1995 en 1996 was hij voorzitter van de Los Angeles Film Critics Association.
Maltin staat in het Guinness Book of World Records voor de kortste filmrecensie ooit. Zijn recensie van de musical Isn't It Romantic? uit 1948 bestond welgeteld uit 1 woord: "No". Hij gaf de film overigens 2 van de 4 sterren. Andere korte recensies van zijn hand zijn een drie woorden tellende recensie voor Transylvania 6-5000, en een vijf woorden tellende recensie voor Scooby Doo 2: Monsters Unleashed.

## Optreden in films en series
Een getekende versie van Maltin deed mee in de South Park-aflevering "Mecha-Streisand", waarin hij samen met acteur Sidney Poitier en zanger Robert Smith tegen Barbra Streisand vecht.
Maltin heeft een gastrol als zichzelf in Gremlins 2: The New Batch, waarin hij een televisieprogramma presenteert waarin hij de eerste film (Gremlins) afkraakt alvorens te worden overmeesterd door een groep Gremlins.
Maltin had een gastrol in de animatieserie Freakazoid!.
Maltin was een van de weinige mensen die een gastrol hadden in Mystery Science Theater 3000. In seizoen 9 wordt hij opgezocht door Pearl Forrester die hem om advies vraagt voor een slechte film. Hij adviseert haar Gorgo eens te proberen. Later dwingt ze hem zijn relatief hoge waardering voor Gorgo in te trekken.